# Biel
Biel (tyska) eller Bienne (franska) (officiellt: Biel/Bienne, tyskt uttal: [biːl], franskt uttal: [bjɛn]) är en kommun och industristad i förvaltningsdistriktet Biel i kantonen Bern i Schweiz. Kommunen har 55 932 invånare (2023).
Kommunens folkmängd är den näst största i kantonen Bern och den 10:e största i Schweiz.

## Läge och stadsbild
Biel ligger i en bred dalgång mellan Jurabergen och åsen Längholz - Büttenberg. I sydväst begränsas den av Bielsjön och floden Zihl. Staden genomflyts i kanaler av Schüss (franska: Suze) som kommer från Jurabergen.
Nuvarande centrum, Neustadt, började byggas under 1800-talet. Den markanta nyklassicistiska järnvägsstationen från 1923 har en väntsal med fresker. Kvarteren närmast norr om järnvägsstationen planerades på 1920-talet och är en sammanhållen, välbevarad bauhausmiljö med plantak. Bahnhofstrasse leder via Guisanplatz norrut till Zentralplatz över Zihls huvudkanal. Nidaugasse går vidare norrut till Altstadt, den äldre stadskärnan, på nedre Jurasluttningen.
Vid Bielsjön finns parker och vinbyn Vingelz (franska: Vigneules).

## Historia

### Till början av 1800-talet
Trakten var bebodd under romartiden, men nuvarande Neustadt var en sumpmark i Schüss delta. Ortens namn kommer från en galloromersk Belikälla. Basels furstbiskop Heinrich II von Thun antas ha grundat staden runt 1230 på en platå som skjuter ut från Jurasluttningen. 1275 erhölls formella stadsrättigheter under Basel. Staden var fram till Napoleons erövring 1798 ganska självständig. 1815 infogades Biel i kantonen Bern. 1818 hade staden 3 589 invånare.

### Industrialisering
I Biel fanns 1808 ett mekaniserat kattunstryckeri. Efter att Schüss på 1820-talet kanaliserats blev nuvarande stadscentrum beboeligt och floden kunde användas som kraftkälla. Från 1842 uppmuntrades invandring av urmakare, de flesta franskspråkiga, till den tidigare mest tysktalande staden. 1870 hade befolkningen stigit till 11 666 invånare. Medan staden inkorporerade kranskommunerna Vingelz, Bözingen, Madretsch och Mett, växte urmakeri och annan industri. 1935 etablerade General Motors en bilfabrik som bestod till 1975. Vid ur- och oljekriserna under 1970-talet sjönk befolkningen starkt men ökade igen med 5 % mellan åren 2001 och 2010.

### Stadens vapen
En sköld med två korslagda bilor syns på stadens sigill från år 1260. Vapnet övertogs från den inflytelserika familjen von Biel.

## Kultur

### Språk
Biel är den största tvåspråkiga staden i Schweiz. 60 % av invånarna talar tyska, 40 % franska. För kommunala myndigheter är båda språken likvärdiga. 
På lokal schweizertyska uttalar man stadens namn ungefär "bieu" eller "biäu".

### Institutioner
Biel har stadsteater och symfoniorkester. Stadsteaterns fasta ensemble delas med Solothurns stadsteater. Repertoaren är musikteater och tyskspråkig talteater. Det finns också flera museer.

### Sport
Stadens mest kända elitklubb är EHC Biel som spelar i Schweiz högsta ishockey-division.

### Musik
Vinnaren av Eurovision Song Contest 2024; Nemo Mettler var född och uppväxt i Biel.

## Näringar
Urindustrin med bland annat Rolex och Swatch Group med Omega är viktig, men här finns även andra verkstadsföretag. Inom servicesektorn märks regionsjukhuset, fackhögskolan och BAKOM, den statliga myndigheten för telekommunikation, radio och postväsende. Fackhögskolan har flera tekniska utbildningar, bland annat en för bilingenjörer.

## Kommunikationer

### Vägar
Biel nås från Bern över den kantonala motorvägen/motortrafikleden A6, norrifrån över motorvägen N16 och österifrån över motorvägen N5. En annan viktig väg går norr om Bielsjön till Neuchâtel.

### Fjärrtåg
Biel är en järnvägsknut, och Genève, Lausanne, Zürich, Basel, Bern samt La Chaux-de-Fonds nås med direkta fjärrtåg.

### Lokaltrafik
Lokaltrafiken utgörs främst av trådbussar och bussar. Bergbanor leder till byarna Evilard (tyska Leubringen) och Macolin (tyska Magglingen) och en smalspårjärnväg till Ins. Under den varma delen av året finns passagerarbåtstrafik på Bielsjön.

## Omgivning

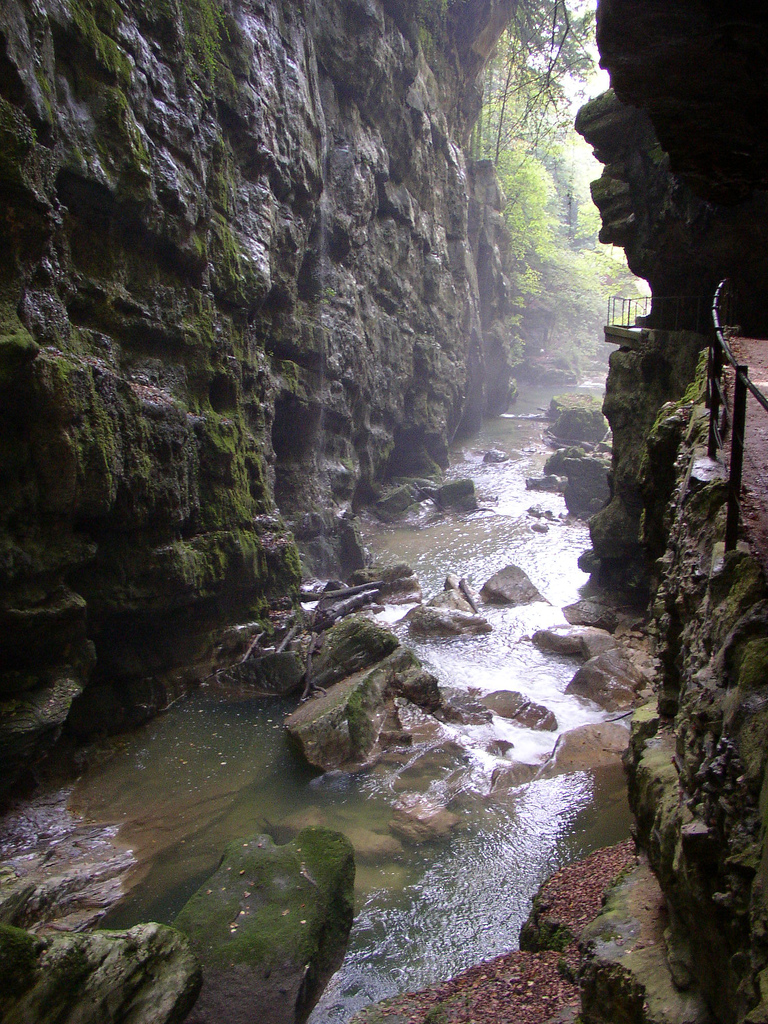
Taubenlochschlucht.

Några sevärdheter i stadens omgivning är 
- Taubenlochschlucht, en ravin i Jurabergen längs Schüss.
- Vinbyarna Twann och Ligerz.
- Grannorten Nidau med ett litet slott.

## Bildgalleri

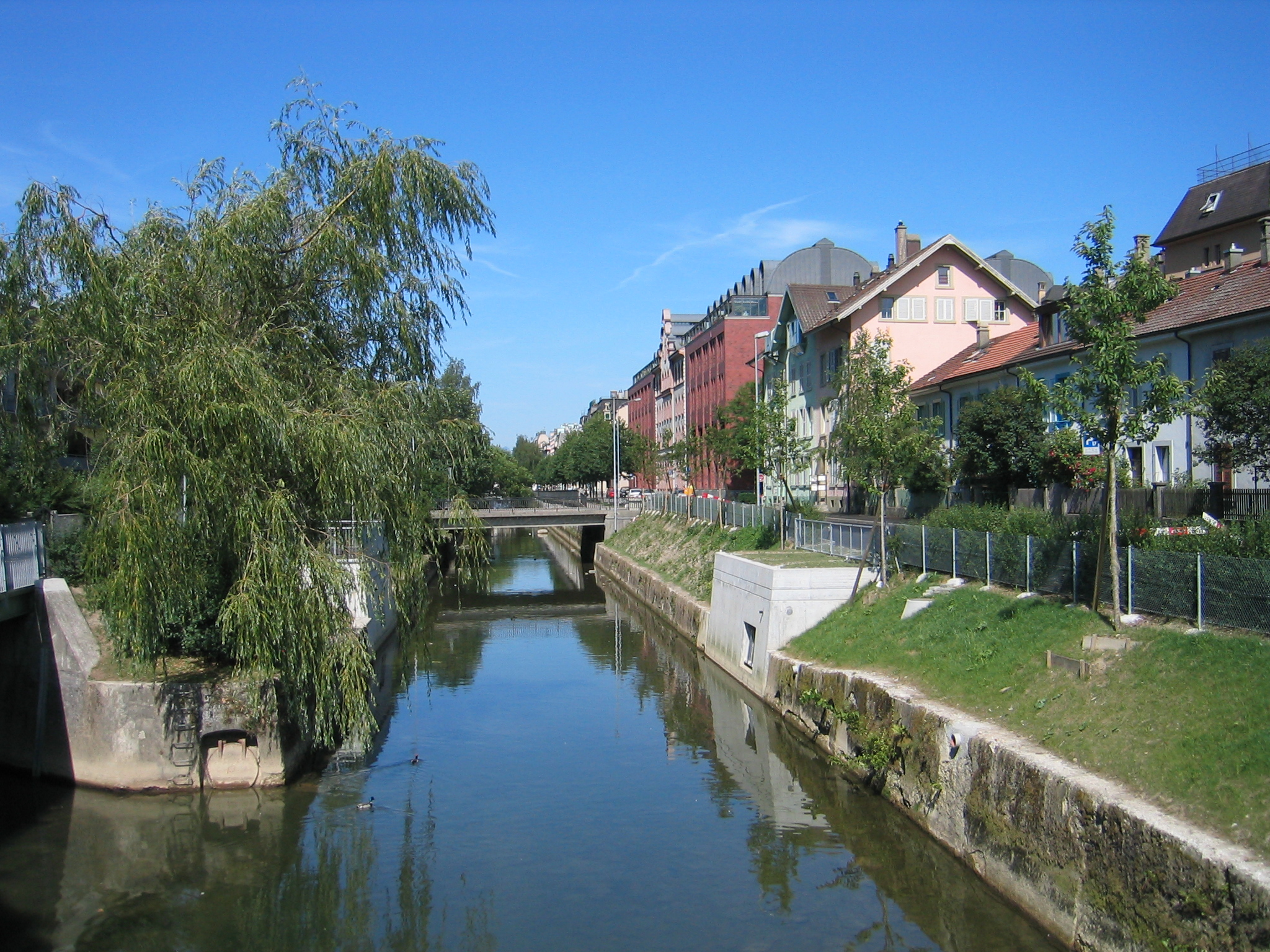
En av floden Schüss kanaler.
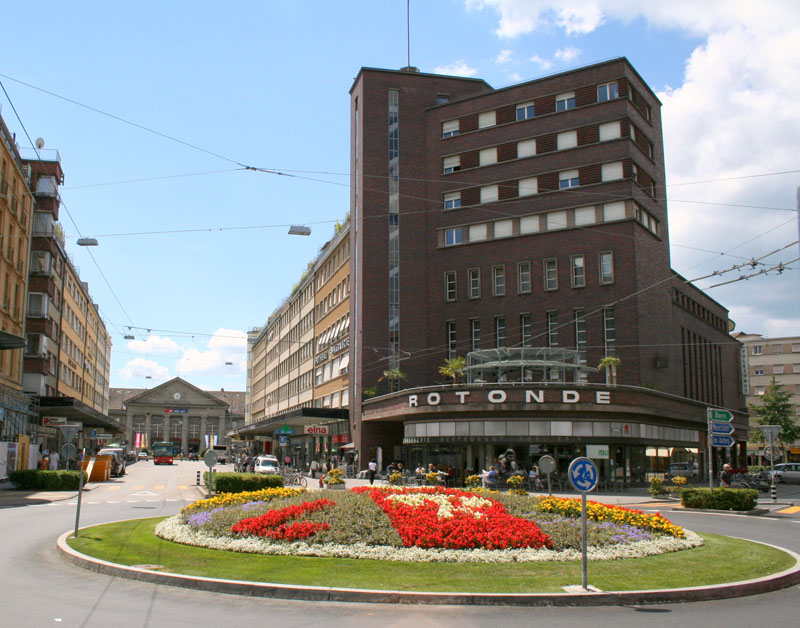
Guisanplatz, i fonden järnvägsstationen.
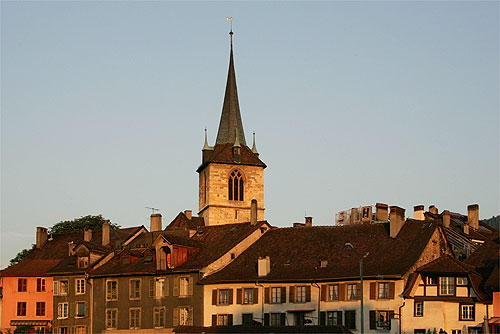
Gamla staden (Altstadt).